# Plochá dráha

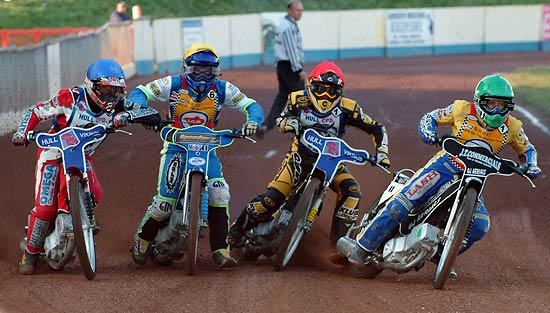
Plochá dráha - start rozjížďky

Plochá dráha je druh motocyklových závodů. Závody ploché dráhy se jezdí na rovinné dráze ve tvaru oválu, v základní a převažující podobě s prašným povrchem; krátká plochá dráha měří 260 až 425 metrů. Závody se jezdí na více jízd, kde mezi sebou závodí čtyři a více jezdců. V závodech ploché dráhy mezi sebou mohou soupeřit jednotlivci, dvojice nebo též družstva. Plochá dráha se jezdí proti směru hodinových ručiček. Speciální motocykly nemají stupňové převodovky ani brzdy. Na rovince dosahují maximální rychlosti 120 km/h. V závodě mohou startovat pouze stejné kubatury motoru.

## Typy
- klasická
- dlouhá
- travnatá
- ledová plochá dráha

## Klasická plochá dráha
Klasická plochá dráha je nejznámější typ. Závodníci jezdí na oválu dlouhém 200-400 metrů s hlinitopísečným nebo škvárovým povrchem. Nejprestižnější seriál závodů každý rok je Speedway Grand Prix (SGP) a Speedway World Cup (SWC), který se jezdí jednou za tři roky. V této soutěži jsou právě teď největší velmoci Polsko, Švédsko, Dánsko, Velká Británie, Austrálie a Německo. Ale ani Česko, Rakousko, Slovinsko, Finsko nebo Itálie nejsou daleko za nimi. Když zrovna v kalendáři není obsažen seriál SWC jede se místo něj Speedway of Nations (SON).

## Plochá dráha v Česku

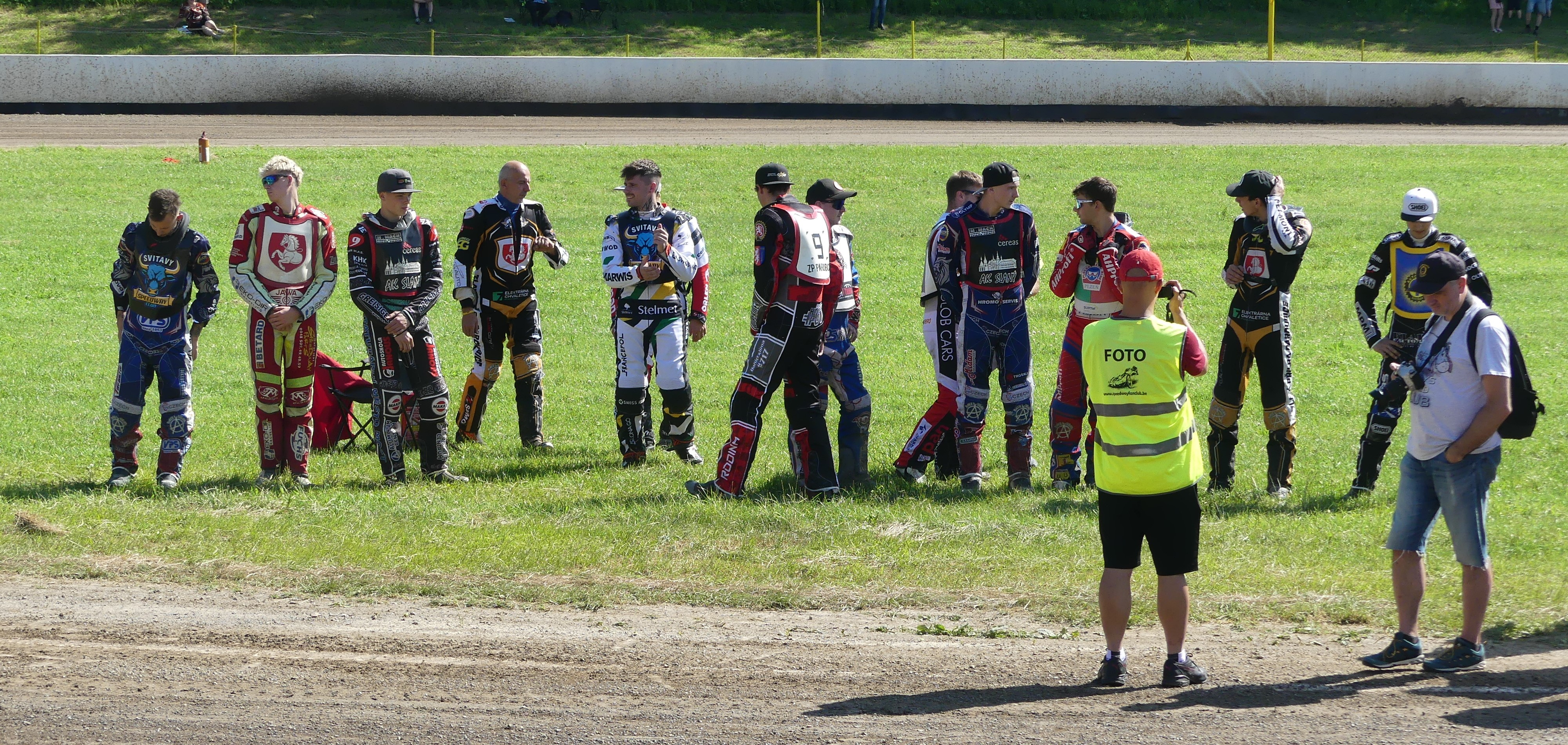
Přebor České republiky jednotlivců pohár AČR Svitavy dne 28. 6. 2025

Mezi dráhy, na kterých se v České republice závodí, patří Březolupy, Divišov, Liberec, Mšeno, Pardubice, Praha-Břevnov, Slaný, Svitavy, Kopřivnice, Mariánské Lázně a Plzeň.